# Caribaeomyces tetrasporus
Caribaeomyces tetrasporus är en svampart som först beskrevs av Toro, och fick sitt nu gällande namn av Raffaele Ciferri 1962. Caribaeomyces tetrasporus ingår i släktet Caribaeomyces och familjen Microthyriaceae.   Inga underarter finns listade i Catalogue of Life.